# Skäkta
För andra betydelser, se Skäkta (olika betydelser).

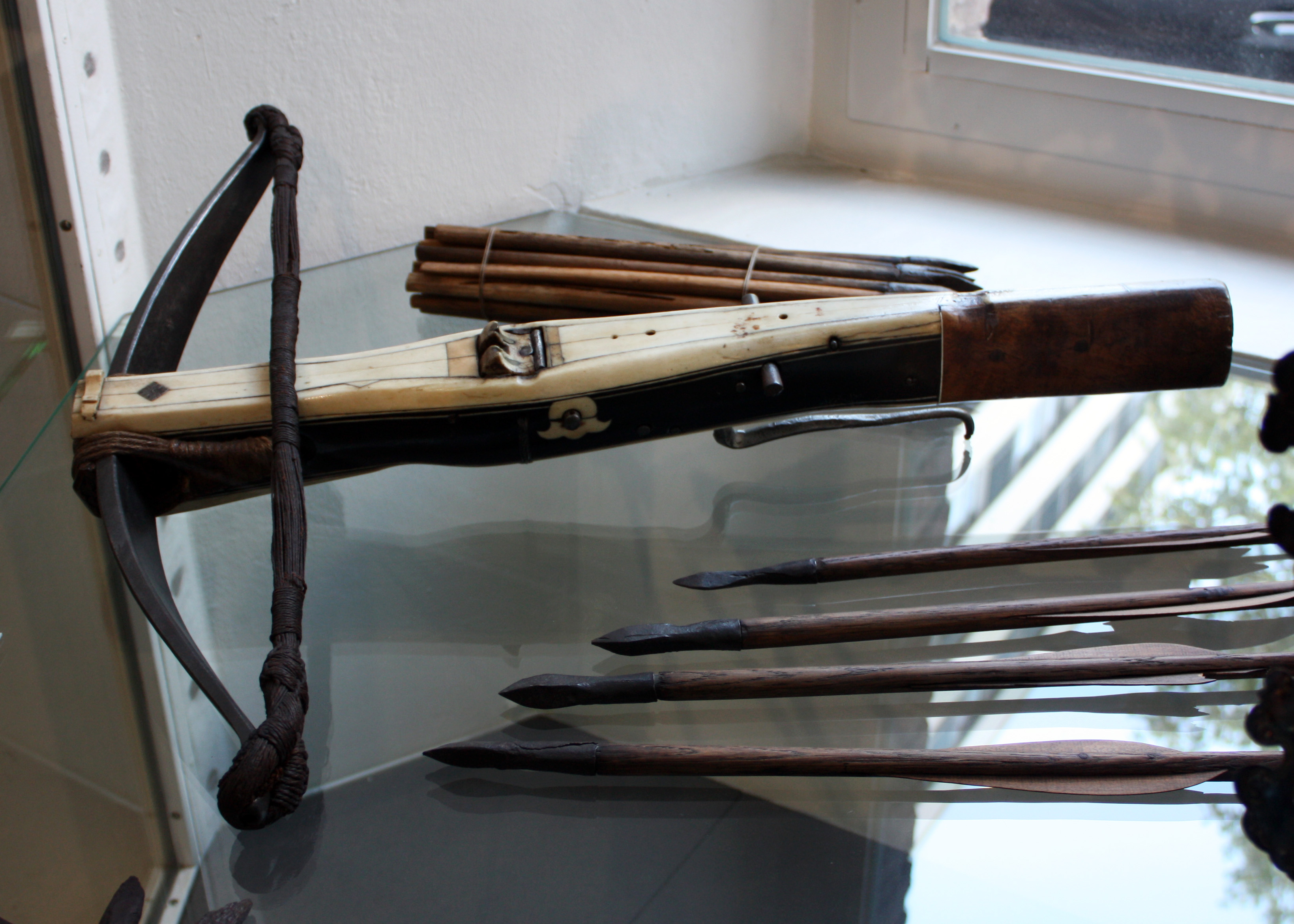
Ett medeltida armborst med skäktor.

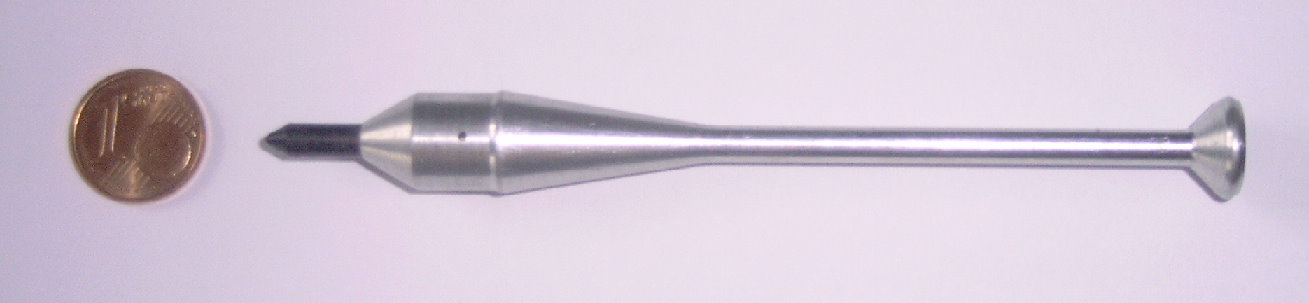
En modern skäkta i aluminium för tävlingsskytte.

Skäkta eller kolv är en typ av pil som används som ammunition till armborst.

## Etymologi
Skäkta härrör fornsvenska: skäkta och finns belagt sedan 1511 i Stockholms stads tänkeböcker. Det är rotkognat med ”skaft” och härrör troligen medellågtyska: schecht (”skaft, spjut, pil och dylikt”), biform eller omljudd pluralform till schacht (”skaft”).
I norskan finns det regionalt som skjekta, skjekte, vilket kan vara påkverkat av skjefte (”spjutskaft och dylikt”).

## Typer
Ordet skäkta brukar användas generellt om armborstpilar men i Historia om de nordiska folken (1555) betecknar Olaus Magnus skäkta som en specifik piltyp när han säger att den var en bred (bredspetsad) järnskodd pil som i krig mest användes mot hästar.
I Svenska Akademiens ordbok anges varianten etterkolv, det vill säga ”giftpil” (se etter).